# 越南隱鰭鯰
越南隱鰭鯰，為輻鰭魚綱鯰形目鯰科的其中一種，為熱帶淡水魚，分布於亞洲中國東南部、寮國、越南及泰國淡水流域，體長可達23.5公分，棲息在底層水域，屬夜行性，以小魚、甲殼類與昆蟲為食，生活習性不明，可做為食用魚。